# Copris pedarioides
Copris pedarioides är en skalbaggsart som beskrevs av Lansberge 1886. Copris pedarioides ingår i släktet Copris och familjen bladhorningar. Inga underarter finns listade i Catalogue of Life.